# Jelena Sitar
Jelena Sitar (tudi J. Sitar Cvetko) slovenska lutkarica, režiserka, dramaturginja, gledališka pedagoginja in  publicistka, * 13. november 1959, Ljubljana
Diplomirala je iz dramaturgije na AGRFT v Ljubljani 1990 s temo Faust med lutkami; 
od 1983 je delala kot samostojna strokovna svetovalka za gledališče in lutkarstvo pri Zvezi kulturnih organizacij Slovenije, od 1986 je bila v svobodnem poklicu (dramaturginja), med letoma 2007 in 2010 pa zaposlena kot umetniški vodja v Lutkovnem gledališču Ljubljana.
Zrežirala je okoli 35 lutkovnih predstav v  poklicnih in alternativnih gledališčih po Sloveniji in tujini, večkrat v sodelovanju z Igorjem Cvetkom. Njena prva profesionalna predstava, uprizoritev Doktorja Fausta (LG Ljubljana, 1982 v so-režiji  z Igorjem Cvetkom) z miniaturnimi lutkami Milana Klemenčiča iz leta 1938, je ustvarjalna interpretacija gledališke tradicije. Sitarjeva je predstavo priredila za različne sestave še trikrat v času zadnjih petih let. 
Doktor Faust je LGL prinesel veliko število nagrad in mednarodnih referenc. Že njena druga režija, Lesena zgodba (LG Maribor, 1985) je bila izrazito moderna in ji je prinesla prestižno nagrado za mlade ustvarjalce v takratni Jugoslaviji - 7 sekretarjev SKOJ-a, 1986. Njen gledališki pristop temelji na raziskovanju lutkovnega medija  (B. Gregorič: Lesena raca, LG Jože Pengov, Ljubljana, 1987; N. Simin: Zlatoruni ovan, Novi Sad, 1988), čistem gledališkem izrazu (E. Hemingway – J. Sitar: Starac i more,  LG Zadar, 1990; A. Helgesen: Sa lenge sola lyser, Kattas, Bodo, Norveška, 1991),  minimalizmu (vsa produkcija Zapik-a in Zvezdica spavalica, Narodno pozorište Toša Jovanovič, Zrenjanin, 2005) in glasbeno-scenskih projektih (J. Haydn: Pogorela Hiša, v produkciji CD Ljubljana, 1992, Mali potepuh LG Zapik 2006). Piše lutkovna besedila (Lesena zgodba, 1984; Armando in Joli, 1988, Jutranje Zgodbe, 1990, Zgodba iz mlina 2000, Zgodba na gumbe 2001, Mojca Pokrajculja 2005, Mali potepuh 2006...), ki jih večkrat sama uspešno režira v  lutkovnih gledališčih,  v »domačem« Zapiku pa tudi izvaja.
Kot urednica revije Lutka (1983 -1993) in svetovalka za gledališče pri ZKO Slovenije 
(1983 – 86) je vplivala na razvoj amaterskega lutkarstva in publicistike v Sloveniji, kot umetniški vodja LGL pa na usmeritve slovenskega profesionalnega lutkovnega gledališča. 
Od 2007 do 2010 je namreč programsko vodila Lutkovno gledališče Ljubljana, osrednjo slovensko lutkovno hišo. /V središče pozornosti tam ponovno postavi lutko in programsko raziskuje tako sodobno lutkovno gledališče  (Omerzu, Solce) kot klasiko (obnovitev v požaru zgorele Pengovove Zvezdice Zaspanke), LGL pa ponovno vpne v mednarodni lutkovni okvir: V tem času v LGL režirajo tuji gostje  K. in L. Piktor, Slovaška, Duda Paiva, Nizozemska, Luis Boy, Španija, Jiri Vysohlid, Česka, gledališče pa se udeleži številnih mednarodnih festivalov./
Poleg umetniškega ustvarjanja Sitarjeva vodi lutkovne delavnice za otroke in seminarje za učitelje, gledališke pedagoge, terapevte in igralce v Sloveniji in tujini. Piše  članke in razprave o lutkarstvu za časopise in strokovne revije ter se z referati udeležuje znanstvenih kongresov. Poleg strokovne literature piše tudi leposlovje in objavlja v otroških literarnih revijah.  
Je avtorica knjig Primeri detektiva Karla Loota (skupaj z Igorjem Cvetkom, DZS 1996), ki je spoj slikanice in priročnika za senčne lutke (nagrada Bela vrana na svetovnem sejmu otroške knjige LIBRO v Bologni, Italija, 2000) in Zgodbe za lutke in prste (DZS 2001), knjigo pravljic in lutkovni priročnik, ki se trenutno prevaja v hrvaščino. 
1997. leta je z Igorjem Cvetkom ustanovila Lutkovno gledališče Zapik, kjer je do danes nastalo deset lutkovnih predstav: Zverinice iz Rezije (1994), Miška kaško kuhala (1997), Svinjski pastir (1999), Zgodba na gumbe (2000),  Pravljica o Mezinčku (2001), Mojca Pokrajculja (2005), Mali potepuh (2006), Račka (2007),  O hitrem polžu in kozi rogati (2008), O žabici in sončku (2009).
Gledališče Zapik Arhivirano 2016-03-05 na Wayback Machine. je eno najmanjših lutkovnih gledališč v Sloveniji, raziskovalno naravnano in zapisano minimalizmu in interaktivnemu pristopu do občinstva. Predstave Zapik-a so redno del širših raziskav in projektov (etnologija, glasba, pedagogika in terapija). V Sloveniji ima Zapik posebno mesto med lutkovnimi gledališči, uvršča se v selekcije nacionalnih in mednarodnih festivalov in je bilo doslej večkrat nagrajeno (2000 – nagrada Mravac na mednarodnem festivalu avtorske poetike v Mostarju za predstavo Miška kaško kuhala; 2002 – nagrada za najbolj humano sporočilo na mednarodnem festivalu PIF v Zagrebu za predstavo Zgodba na gumbe; 2007 – Nagrada za idejo v predstavi Zgodba na gumbe na mednarodnem lutkovnem festivalu LUTFEST v Sarajevu; 2008 - Grand prix mednarodnega festivala Lutkovni pristan v Mariboru za predstavo Ku ku - pravljice na prstih). Z nagradami otroške žirije na mednarodnem festivalu Lutkovni pristan v Mariboru so bile nagrajene naslednje Zapik-ove predstave: Svinjski pastir, Zverinice iz Rezije, Miška kaško kuhala, Pravljica o Mezinčku, Mojca Pokrajculja in Ku ku - pravljice na prstih). Zapik je gostoval v Italiji, Avstriji, Angliji, Češki, Norveški, Kazahstanu ter državah bivše Jugoslavije.
Na prelomu tisočletja se Sitarjeva intenzivno ukvarja z aplikacijo lutkarstva v pedagogiki.  Sodelovala je pri nastajanju učbenikov in priročnikov za pouk književnosti na celotni vertikali od 1. do 9. razreda pri DZS. Prvo berilo (2005) in Priročnik k prvemu berilu (2006) je podpisala kot avtorica.
Ustanovila je Hišo otrok in umetnosti  (z Ireno Rajh) kot  sodoben otroški kulturni center in jo programsko tudi vodila (2001 -2005).
Že trinajst let (od 1997) vsebinsko in organizacijsko vodi Mednarodni festival otroških ustvarjalnih delavnic v  Gradu Snežnik, ki se ga je do zdaj udeležilo preko 150 najuglednejših strokovnjakov za področje umetnostne pedagogike (zlasti lutkovne in dramske umetnosti) iz Slovenije in tujine (Velika Britanja, Nemčija, Avstrija, Italija in Grčija ter iz držav bivše Jugoslavije).
Za svoj prispevek h gledališki pedagogiki je prejela mednarodno nagrado Grozdanin kikot (2000), ki jo vsako leto podeljuje Center za dramsko pedagogiko BiH.
Sodi med pionirje na področju lutkovne terapije na Slovenskem: po končanem podiplomskem študiju psihoterapije na Medicinski Fakulteti v Ljubljani je vodila skupaj s psihiatrom mag. dr. Zlatkom Bastašićem psihodinamsko-lutkovni laboratorij KREMOK, ki je bil del evropskih projektov Spielen, Lehrnen, Leben in TWISFER (Theatre Work in Social Field, European Research) v okviru SOKRATES-ovih projektov. Tej dejavnosti je bilo posvečeno zlasti obdobje od leta 2002 do 2005.
V okviru Pedagoške fakultete v Ljubljani (smer. Socialna pedagoika) je vodila gledališko delo (skupaj z Andrejo Stare) v evropskem projektu LOSOL (Learning on the Stage of Life).
Jelena Sitar je članica ZDUS-a in tričlanskega Strokovnega odbora slovenske zveze profesionalnih lutkarjev: ULU  (Ustanova Lutkovnih Umetnikov).
Specifika dela Jelene Sitar je prežemanje teorije in prakse. V njenih teoretičnih člankih je čutiti živo odrsko izkušnjo, v njenem umetniškem delu pa je vedno prisoten temeljit teoretični razmislek. Eno oplaja drugo, zato so naloge pravzaprav samo na videz raznovrstne: v središču vsega je LUTKA. Jelena Sitar verjame v njene brezmejne možnosti, zato je lutkarstvo več kot le njen poklic.  
</ref>